# Operclipygus distinctus
Operclipygus distinctus är en skalbaggsart som först beskrevs av Hinton 1935.  Operclipygus distinctus ingår i släktet Operclipygus och familjen stumpbaggar. Inga underarter finns listade i Catalogue of Life.